# RS-12/13
RS-12/13 ist eine sowjetische Amateurfunknutzlast an Bord von Kosmos 2123, eines Satelliten der Zikada-Serie.

## Aufbau
Die Amateurfunknutzlast RS-12/13 ist baugleich mit RS-10/11. Diese Nutzlast wurde von Funkamateuren gebaut und als „Bord-Radiotechnischer-Komplex BRTK“ bezeichnet. Dieser Komplex nutzte die Spannungsversorgung und die dauerhafte Befestigung an der Plattform des Zikada-Satelliten. Üblich war eine Nutzlast in Betrieb und die andere wurde in Reserve gehalten.
Beide Nutzlasten verfügten über Empfänger im 2-m-Band und im 15-m-Band, sowie Sender im 10-m-Band und 15-m-Band, die zu einem 40 kHz breiten Transponder mit fünf verschiedenen Modi konfiguriert werden konnten:
- A – Uplink 2-m-Band, Downlink 10-m-Band
- K – Uplink 15-m-Band, Downlink 10-m-Band
- T – Uplink 15-m-Band, Downlink 2-m-Band
- KA – Uplink 2-m- und 10-m-Band gleichzeitig, Downlink 10-m-Band
- KT – Uplink 15-m-Band, Downlink 2-m- und 10-m-Band gleichzeitig

Weiterhin konnte ein Robot-Autotransponder aktiviert werden. Der Robot-Autotransponder konnte in Telegrafie angerufen werden, bestätigte den Anruf, vergab eine Verbindungsnummer, nannte seinen Namen (Robot) und verabschiedete sich. Die Downlinksender hatten eine maximale Leistung von 5 Watt.

## Mission
Der Satellit wurde am 5. Februar 1991 mit einer russischen Kosmos-3M-Trägerrakete vom Kosmodrom Plessezk in Russland gestartet. Der Satellit war 11 Jahre und 6 Monate in Betrieb und fiel im August 2002 aus. Es wird vermutet, dass eine Sonneneruption im August 2002 den Ausfall des Satelliten verursacht hat.